# Čechy (powiat Przerów)
Čechy – miejscowość i gmina (obec) w Czechach, w kraju ołomunieckim, w powiecie Przerów. W 2022 roku liczyła 318 mieszkańców.